# Васильев, Василий Иванович (Герой Советского Союза)
Василий Иванович Васильев (1922—1980) — гвардии подполковник Советской Армии, участник Великой Отечественной войны, Герой Советского Союза (1945).

## Биография
Василий Васильев родился 25 марта 1922 года в деревне Бородихино Логиновской волости Тарского уезда Омской губернии в семье крестьянина.
Окончил семь классов школы, после чего работал в колхозе. Окончив Тарскую сельскохозяйственную школу, работал комбайнёром на машинно-тракторной станции.
11 ноября 1941 года Васильев был призван на службу в Рабоче-крестьянскую Красную Армию и направлен на учёбу в Омское пехотное училище. Не закончив обучения, Васильев был направлен на фронт Великой Отечественной войны. Принимал участие в боях на Центральном, Калининском, Северо-Западном и Сталинградском фронтах. Первоначально был заместителем командира взвода автоматчиков. Дважды — 28 апреля и 28 сентября 1942 года — был ранен. По выздоровлении Васильев был направлен на учёбу в Камышинское танковое училище, которое он окончил в 1943 году. В том же году Васильев вступил в ВКП(б).
С 11 ноября 1943 года лейтенант Василий Васильев командовал взводом танков в 53-й гвардейской танковой бригаде. В этом качестве принимал участие в освобождении Киева и Правобережной Украины, Польши. 14 июля 1944 года в ходе боя за населённый пункт Олейнув Васильев, умело управляя взводом, уничтожил батарею миномётов, противотанковое орудие, около 30 солдат и офицеров. В рукопашной схватке Васильев убил немецкого офицера. За отличие в этом бою Васильев был награждён орденом Красной Звезды и назначен командиром взвода разведки роты управления 53-й гвардейской танковой бригады 6-го гвардейского танкового корпуса 3-й гвардейской танковой армии 1-го Украинского фронта.
Во время Сандомирско-Силезской операции взвод Васильева первым в бригаде переправился через реку Нида и огнём обеспечил форсирование реки другими танковыми батальонами бригады. В ходе переправы через Пилицу Васильев с двумя танками прорвался на окраину Радомска и отрезал большую колонну автотранспорта отступавшего противника, уничтожив при этом около 300 немецких солдат и офицеров. 18 января взвод Васильева получил боевую задачу захватить село Ново-Близнице. В результате умелых и решительных действий Васильева село было успешно захвачено, при этом было уничтожено около 50 вражеских солдат и офицеров, 10 повозок, 2 автомашины. За этот бой он был награждён вторым орденом Красной Звезды.
В ходе захвата Оппельна, Гинденбурга, Кахловице взвод Васильева уничтожил большое количество вооружения, живой силы и боевой техники врага, что способствовало успешному выполнению задач, поставленных командованием перед бригадой, с наименьшими потерями.
Указом Президиума Верховного Совета СССР от 10 апреля 1945 года за «образцовое выполнение боевых заданий командования на фронте борьбы с немецкими захватчиками и проявленные при этом отвагу и геройство» гвардии лейтенант Василий Васильев был удостоен высокого звания Героя Советского Союза с вручением ордена Ленина и медали «Золотая Звезда».
Принимал участие в Берлинской операции, захвате города Фетшау и уличных боях непосредственно в Берлине. За отличие в этих боях Васильев был награждён орденом Отечественной войны 1-й степени. Конец войны он встретил в Праге. После окончания войны Васильев продолжал службу в Советской Армии. В 1948 году он окончил высшую офицерскую школу в Ленинграде. В 1970 году в звании подполковника Васильев был уволен в запас. Проживал и работал в Черкассах. Скончался 29 августа 1980 года, похоронен в Черкассах.

## Награды
Был награждён орденами Отечественной войны 1-й степени, тремя орденами Красной Звезды, а также рядом медалей.